# Deputatski
Deputatski (russisch Депута́тский; jakutisch Депутатскай) ist eine Siedlung städtischen Typs in der Republik Sacha (Jakutien) in Russland mit 2983 Einwohnern (Stand 14. Oktober 2010).

## Geographie
Der Ort liegt etwa 930 km Luftlinie nordnordöstlich der Republikhauptstadt Jakutsk im Südteil des dort gut 1000 m hohen Nemkutschanski-Bergzuges. Die Siedlung erstreckt sich in mehreren Ortsteilen über etwa 10 km entlang dem Flüsschen Ojun-Unguochtach, bis zu seiner Mündung in den Irgitschjan, den rechten Quellfluss des Indigirka-Nebenflusses Ujandina.
Deputatski ist Verwaltungszentrum des Ulus Ust-Janski. Die Siedlung ist Sitz und einzige Ortschaft der Stadtgemeinde (gorodskoje posselenije) Possjolok Deputatski.

## Geschichte
Die Siedlung wurde 1951 im Zusammenhang mit der Erschließung eines Zinnerzvorkommens (daneben Wolfram und Gold) gegründet. Zunächst befand sich dort ein Straflager im System des Gulag. Seit 1958 besitzt Deputatski den Status einer Siedlung städtischen Typs. Mit Neugründung des Ust-Janski ulus (Rajon) in der heutigen Form – er hatte bereits ab 1931 mit Zentrum in Kasatschje bestanden – wurde Deputatski 1967 dessen Verwaltungssitz.
Aufgrund des Niedergangs des Bergbaus in den 1990er-Jahren verließen über drei Viertel der Einwohner den Ort. Im Gegensatz zu vielen anderen früheren Bergbauzentren im Nordosten Russlands wird die Produktion jedoch weiterhin aufrechterhalten.

### Bevölkerungsentwicklung
| Jahr | Einwohner |
| ---- | --------- |
| 1959 | 1.822     |
| 1970 | 5.262     |
| 1979 | 5.331     |
| 1989 | 13.305    |
| 2002 | 3.602     |
| 2010 | 2.983     |

Anmerkung: Volkszählungsdaten

## Verkehr
Deputatski ist Endpunkt einer knapp 250 km langen befestigten Straße von Ust-Kuiga an der Jana. Dieses ist über eine Winterpiste über Batagai und das Werchojansker Gebirge mit Topolinoje verbunden, Endpunkt einer Nebenstraße von der R504 Kolyma (M56). Eine weitere Winterpiste von Deputatski in östlicher Richtung die Ujandina hinab zur Siedlung Belaja Gora wird nicht mehr gepflegt.
Am Nordrand der Siedlung befindet sich ein Flughafen (ICAO-Code UEWD).